# Syndrome inflammatoire de reconstitution immune
 Mise en garde médicale
Le syndrome inflammatoire de reconstitution immune (IRIS, de l'anglais : Immune reconstitution inflammatory syndrome) est un ensemble de manifestations  inflammatoires, associé à une aggravation paradoxale d'une infection opportuniste préexistante (connue ou inconnue) lors de la restauration des fonctions immunitaires chez un patient préalablement 'immunodéprimé.

## Dans l'infection à VIH et l'immunosuppression
La suppression des lymphocytes T CD4 par le VIH (ou par des médicaments immunosuppresseurs) entraîne une diminution de la réponse immunitaire normale. En outre, certaines infections opportunistes ne présentent pas de  symptômes (infection subclinique) en l'absence de réaction du système immunitaire.
La restauration d'une fonction immunitaire cellulaire, traduite par l'augmentation du nombre de CD4 (en raison d'un traitement efficace du VIH ou de l'élimination d'autres causes d'immunosuppression), va générer une réponse inflammatoire non spécifique, et, dans certains cas, cause une aggravation des lésions tissulaires.
Il existe deux scénarios courants :
- L'IRIS de « démasquage » est la flambée d'une infection opportuniste occulte, à la suite de l'initiation d'un traitement anti-rétroviral ;
- L'IRIS « paradoxal » est l'aggravation d'une infection préalablement traitée, lors de l'initiation du traitement antirétroviral.

Souvent dans l'IRIS paradoxal, les cultures microbiologiques sont stériles.
Dans les deux scénarios, les mécanismes de l'IRIS sont mal connus, et d'allure multifactorielle : 
- une augmentation de la charge antigénique : liée a une dysfonction de l'immunité cellulaire, une baisse du taux de CD4 + une réponse immunitaire faible, et un taux élevé d'infections disséminées ;
- une dysfonction de l'immunité cellulaire, avec un découplage de l'immunité innée et adaptative, ainsi que un défaut des systèmes de régulation (orage cytokinique).

il existe une hypothèse de reconstitution de l'immunité à médiation par les lymphocytes T spécifique de l'antigène avec activation du système immunitaire après un traitement anti-VIH contre l'antigène persistant, qu'il soit présent sous forme d'organismes intacts, d'organismes morts ou de débris.
Le meilleur traitement pour cette affection est inconnu.
Dans les réactions IRIS paradoxales, les événements s'améliorent généralement spontanément avec le temps sans aucune thérapie supplémentaire.
Lors de l’IRIS par démasquage, l'ajout de traitement par antibiotiques ou antiviraux contre l'infection opportuniste en cause est nécessaire. Dans certains cas graves, les corticostéroïdes, sont nécessaires pour atténuer l'inflammation liée à l'IRIS.
Les infections les plus fréquemment associées à l'IRIS comprennent Mycobacterium tuberculosis et la méningite cryptococcique.
Les personnes vivant avec le SIDA sont plus à risque d'IRIS lors de la primo-initiation d'un traitement antirétroviral hautement actif (TAHA), en particulier si le traitement de l'infection opportuniste (IO) est absent, incomplet ou a échoué.

## Dans la méningite cryptococcique
Le syndrome inflammatoire de reconstitution immune IRIS est particulièrement problématique dans la méningite cryptococcique car IRIS est assez fréquent et peut être fatal.
L'IRIS a été décrit chez des hôtes immunocompétents atteints de méningite à Cryptococcus gattii ou à Cryptococcus neoformans var. grubii, champignons environnementaux qui contaminent souvent les hôtes immunocompétents. Après plusieurs semaines, voire plusieurs mois de traitement approprié, il y a une détérioration soudaine avec une aggravation des symptômes de la méningite et une progression ou le développement de nouveaux symptômes neurologiques.
L'imagerie par résonance magnétique (IRM) montre une augmentation de la taille des lésions cérébrales, et les anomalies du liquide cérébrospinal (LCS) (nombre de globules blancs, protéines, glucose) se majorent.
La culture de LCS est généralement stérile et il n'y a pas d'augmentation du titre d'antigène cryptococcique dans le liquide cérébrospinal (LCS).
L'inflammation croissante peut provoquer des lésions cérébrales ou être fatale,,.
Le mécanisme général derrière l'IRIS est une inflammation accrue car le système immunitaire en rétablissement reconnaît les antigènes du mycète alors que l'immunosuppression est inversée. Le syndrome IRIS cryptococcique comporte trois phases :
1. avant le traitement antirétroviral hautement actif (TAHA), avec une pénurie d'inflammation du liquide cérébrospinal (LCS) et des défauts de clairance de l'antigène ;
2. pendant la récupération immunitaire initiale lors du TAHA, avec signalisation pro-inflammatoire par les cellules présentant l'antigène sans réponse effectrice ; et
3. lors de l'IRIS, une tempête de cytokines avec une réponse interféron-gamma helper T prédominante de type 1[4],[5],[9].

Trois prédicteurs cliniques du risque paradoxal IRIS lié aux cryptocoques sont repérables : 
1. absence de pléocytose initiale du LCS (c'est-à-dire faible nombre de globules blancs dans le LCS) ;
2. protéine C-réactive (CRP) élevée ;
3. échec de stérilisation du LCS avant la récupération immunitaire.

L'IRIS peut être la cause de résultats paradoxalement pires pour la méningite cryptococcique chez les immunocompétents par rapport aux hôtes immunodéprimés, chez lesquels Cryptococcus neoformans est le pathogène habituel.
Dans le cadre de méningite cryptococcique associée au VIH, il est recommandé de différer la mise en route du traitement antiviral de 4 à 6 semaines après le début du traitement antifongique.
Le traitement par corticostéroïdes systémiques pendant l'IRIS peut être bénéfique pour prévenir la mort ou la détérioration neurologique progressive.
Les corticoïdes administrés aux personnes souffrant d'un échec du traitement antifongique ou d'une rechute cryptococcique (chez qui les cultures de LCS ne sont pas stériles) peuvent représenter une erreur iatrogène fatale.

## Chez les chauves-souris se remettant d'un syndrome du nez blanc
Les chauves-souris se remettant d'un syndrome du nez blanc (WNS, de l'anglais : White-nose syndrome) pourraient être la première description naturelle d'IRIS, selon un rapport publié par l'USGS.
Le WNS se caractérise par une infection cutanée de chauves-souris par le champignon Pseudogymnoascus destructans pendant l'hibernation, lorsque le système immunitaire est naturellement supprimé pour conserver l'énergie pendant l'hiver.
Cette étude suggère que les chauves-souris subissant une inflammation intense au site d'infection après un retour à l'euthermie présentent une forme d'IRIS.